# Carlos María Diego Enrique Legrand
Carlos María Diego Enrique Legrand (firmaba C. Diego Legrand) (Montevideo, 1 de noviembre de 1901 – Montevideo, 6 de diciembre de 1986) fue un naturalista, zoólogo, botánico, y curador uruguayo.

## Biografía
Gracias a la holgada posición económica de su familia (su padre fue Enrique Legrand, destacado humanista del Uruguay en cuyo homenaje hay una calle en Montevideo que lleva su nombre), se forma en Europa, con una cultura humanística que lo acompañó toda su vida. Tempranamente sintió vocación por la historia natural, inclinándose primero a la zoología y con posterioridad, influido por Guillermo Herter, a la botánica.
Por su estudio sobre portulacas y mirtáceas, adquiere notoriedad internacional.
En 1938 es subdirector del Museo Nacional de Historia Natural y Antropología de Uruguay, y a la muerte del director Ergasto Héctor Cordero, en 1951, es nombrado director, hasta retirarse en 1970.
Durante su dirección se publican "Comunicaciones Antropológicas" y "Publicación Extra". 
Realizó y publicó más de 80 trabajos de investigación.
El Presidente de Francia, el General De Gaulle, le otorga en 1958 la medalla de la Legión de Honor (actualmente en poder del Museo de Historia Natural junto con la carta del General De Gaulle, pues fue donada por su nieto Marcelo Legrand).
Se casó con Elba Castellanos Regules y su único hijo fue el destacado compositor Uruguayo Diego Legrand. Su nieto es el conocido pintor Uruguayo Marcelo Legrand (premio Figari de pintura 2018).
Vivió la mayor parte de su vida en una casa quinta que había pertenecido a su padre en la Avenida Larrañaga y su vecino fue el Doctor Luis Alberto de Herrera cuya casa quinta es hoy museo. Ambas quintas ocupaban una extensa manzana. En su quinta, Diego Legrand tenía un bosque con todas especies naturales del Uruguay, algo único en Montevideo. Actualmente el propietario de gran parte de esa quinta es el pintor Marcelo Legrand y es allí donde el obtiene su inspiración para sus fantásticos cuadros.
Dio su vida a la botánica en forma desinteresada.  
A través de su padre fue amigo de personalidades del mundo artístico y científico del Uruguay como Pedro Figari, Rafael Barradas, Joaquín Torres García y Eduardo Vaz Ferreira.

## Algunas publicaciones
- c. diego Legrand, roberto miguel Klein, raulino Reitz. 1978. Mirtáceas: 17. Myrciaria, 18. Pseudocaryophllus, 19. Blepharocalyx, 20. Espécies suplementares, 21. Espécies cultivadas, 22. Generalidades: chave dos gêneros. Literatura. Conspecto geral das Mirtáceas. Índice Flora ilustrada Catarinense: As plantas. Ed. Herbário "Barbosa Rodrigues", 144 pp.

- --------------------, ----------------------, -------------. 1978. Flora Ilustrada Catarinense: Mirtaceas : 17. Myrciaria. 18. Pseudocaryophyllus. 19. Blepharocalyx. 20. Especies suplementares. 21. Especies cultivadas. 22. Generalidades. Ed. Herbário "Barbosa Rodrigues", 144 pp.

- --------------------, joão Rodrigues de Mattos. 1975. Novidades taxonômicas em Myrtaceae. Ed. Loefgrenia, 32 pp.

- --------------------. 1973. Análisis de un trabajo de Mitráceas. Ed. Herbarium Bradeanum, 4 pp.

- --------------------. 1970. Una nueva especie de Calycorectes del Brasil austral. Comunicaciones botánicas del Museo de Historia Natural de Montevideo 4 (51):1-7 ISSN 0027-0121

- --------------------, roberto m. Klein. 1969. Mitraceas [3. Myrcia] vol. 42 Flora ilustrada catarinense: As plantas, 113 pp.

- --------------------. 1968. Las mirtáceas del Uruguay. Vol. Publicación extra del Museo Nacional de Historia Natural. Ed. Concejo Departamental de Montevideo

- --------------------. 1962. Las especies americanas de portulaca. An. del Museo de Historia Natural. Ed. Museo de Historia Natural, 147 pp.

- --------------------. 1958. Las especies de las generos Caliptriformes del Brasil Mitranthes O.Berg y Calyptrogenia Burret. Vol. 3 Comunicaciones Botánicas del Museo de Historia Natural de Montevideo, 16 pp.

- --------------------. 1958. Desmembración del género Portulaca: II. Vol. 3 Comunicaciones Botánicas del Museo de Historia Natural de Montevideo, 17 pp.

- --------------------, alicia Lourteig, lyman b. Smith. 1958. Flora del Uruguay, vols. 1-3. Ed. Museo de Historia Natural de Montevideo y R.O. del U. 71 pp.

- --------------------. 1952. Las especies de Dryopteris del Uruguay

- --------------------. 1946. Portulaca papulifera n. sp. y sus probables conexiones

- --------------------. 1946. Evaluación numérica de las colecciones botánicas del Museo de Historia Natural de Montevideo. Comunicaciones botánicas del Museo de Historia Natural de Montevideo 18, 5 pp.

- --------------------. 1942. Las especies de Portulaca del Uruguay

- garibaldi j. Devincenzi, luis p. Barattini, diego Legrand. 1926. Álbum ictiológico del Uruguay. Vol. An. Museo de Historia Natural de Montevideo. Ed. Imprenta Nacional, 52 pp.

## Honores
- 31 de julio de 1958: el gobierno francés lo nombra caballero de la Legión de Honor[3]
- diciembre de 1972 vicepresidente honorario en México del Primer Congreso Latinoamericano de Botánica

### Eponimia
Género
- (Myrtaceae) Legrandia Kausel[4]

Especies
- (Cyperaceae) Rhynchospora legrandii Kük. ex Barros[5]

- (Poaceae) Gymnopogon legrandii Roseng., B.R.Arrill. & Izag.[6]

- La abreviatura «D.Legrand» se emplea para indicar a Carlos María Diego Enrique Legrand como autoridad en la descripción y clasificación científica de los vegetales.[7]

Posee un registro IPNI de 809 asientos, de especies. subespecies, y variedades (Myrtaceae Blepharocalyx, Campomanesia, Myrceugenia, Myrcia, Psidium; Portulacaceae Portulaca)

## Fuente
- https://web.archive.org/web/20080422051735/http://www.mec.gub.uy/munhina/biograf10.htm#Diego%20Legrand